# Harpactea hombergi
Harpactea hombergi ist eine Art der Sechsaugenspinnen und lebt in Europa.

## Merkmale

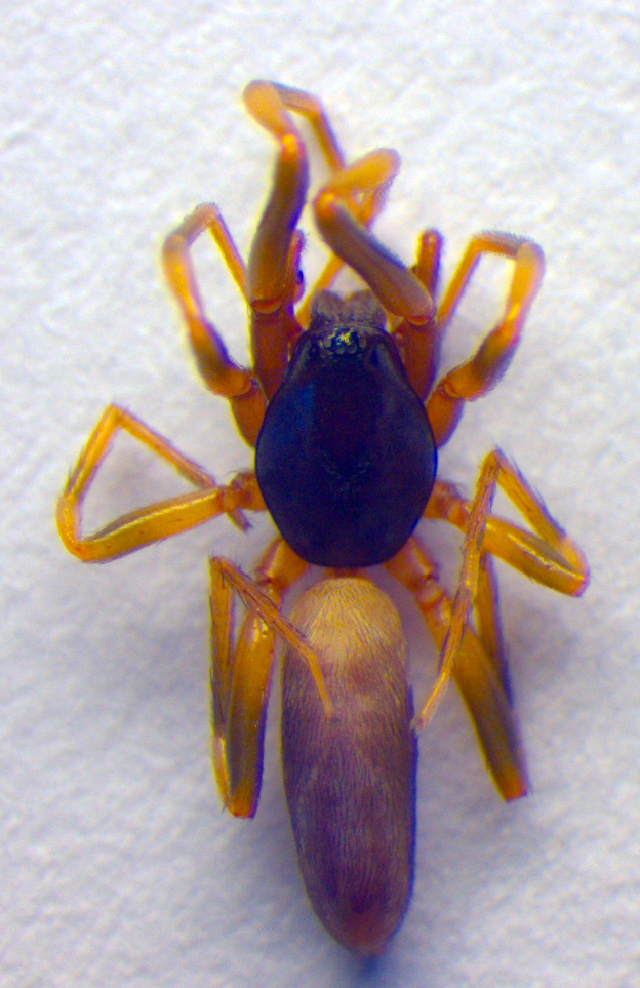
Ein präpariertes Exemplar

Männchen werden 5 mm lang, Weibchen bis zu 6 mm. Alle Beine sind mit breiten, dunkleren Binden gezeichnet. Auf den Oberschenkeln der ersten beiden Beinpaare befinden sich Stacheln. Der Vorderkörper ist dunkelbraun, der innere Rand des Chelizerengrundgliedes besitzt 2, der äußere Rand 2 bis 3 Zähnchen. Der Hinterkörper ist walzenförmig und blass gräulich, die sechs Augen sind beinahe im Kreis angeordnet.

## Lebensweise
Tagsüber befindet sich die Art unter Steinen, in Rindenritzen oder im Moos in einem Säckchen eingesponnen. Nachts streift die flinke Art umher. Die Art ist in Europa weit verbreitet und reif zu allen Jahreszeiten.